# CD200
Мембранный гликопротеин OX-2 (англ. OX-2 membrane glycoprotein; CD200) — мембранный белок суперсемейства иммуноглобулинов, продукт гена CD200. Является лигандом для рецептора CD200R1.

## Функции
CD200 является мембранным белком 1-го типа, содержит два иммуноглобулиновых домена. Костимулятор пролиферации T-лимфоцитов. Возможно, регулирует активность миелоидных клеток и доставляет ингибирующий сигнал клеткам макрофагального ряда в различных тканях.

## Структура
CD200 включает 278 аминокислот, молекулярная масса 31,2 кДа. Содержит один трансмембраммый фрагмент. Внеклеточный домен содержит два иммуноглобулиновых домена V- и C2-типа. Альтернативный сплайсинг приводит к образованию нескольких изоформ белка.